# STS 71 (crâne)
Ne doit pas être confondu avec la mission de la navette spatiale STS-71
STS 71 est le nom donné au crâne fossilisé d'un spécimen de l'espèce Australopithecus africanus daté d'environ 2,5 millions d'années, découvert en 1947 à Sterkfontein, en Afrique du Sud, par les paléoanthropologues Robert Broom et John T. Robinson (en).

## Historique
Le fossile a été décrit pour la première fois en 1949 par Robert Broom et John T. Robinson dans l'American Journal of Physical Anthropology. L’original est conservé au musée du Transvaal, à Pretoria.
En 1972, John Wallace a établi le lien entre STS 71 et STS 36, une mandibule trouvée dans la même couche, en se fondant sur l'usure identique des dents.

## Description
STS 71 est un hémi-crâne (moitié de crâne) droit comportant une partie du maxillaire gauche. En ce qui concerne la denture, la première et la deuxième prémolaires droites sont présentes, les prémolaires gauches 1 et 2 sont présentes mais fragmentées. 
Par contraste avec le prognathisme du crâne d'un autre Australopithecus africanus, STS 5, surnommé Mrs. Ples, STS 71 se caractérise par un relatif orthognatisme. « STS 71 présente des conformations tridimensionnelles du crâne, de la calotte crânienne, de l’os frontal et de la voûte bipariétale plus modernes que celles de STS 5 (Mrs Ples) ».

## Sexe du spécimen
Le spécimen est considéré comme étant du sexe mâle depuis l'étude de 1972 de John Wallace.
Robert Broom avait d'abord attribué le crâne STS 71 à un individu de sexe féminin parce que le visage se projette très peu vers l'avant (moins que celui d'autres femelles trouvées à Sterkfontein). D'autres attributs du visage, cependant, indiquent qu'il s'agit en fait d'un mâle : la robustesse du crâne et la grande taille des dents post-canines.

## Capacité crânienne
Selon Simon Neubaeur, la mesure du volume endocrânien des Australopithecus africanus est importante parce qu'elle permet de mieux comprendre l'évolution du cerveau des hominines.
La capacité crânienne de STS 71 a été discutée. Il a été suggéré notamment qu'elle était plus proche de 370 cm3, c'est-à-dire de la valeur moyenne des chimpanzés femelles. D'après une étude de Glenn C. Conroy publiée en 2000, fondée sur l'utilisation de la tomodensitométrie tridimensionnelle, le volume endocrânien de STS 71 est de 428 cm3 .